# Schädlingsbekämpfung

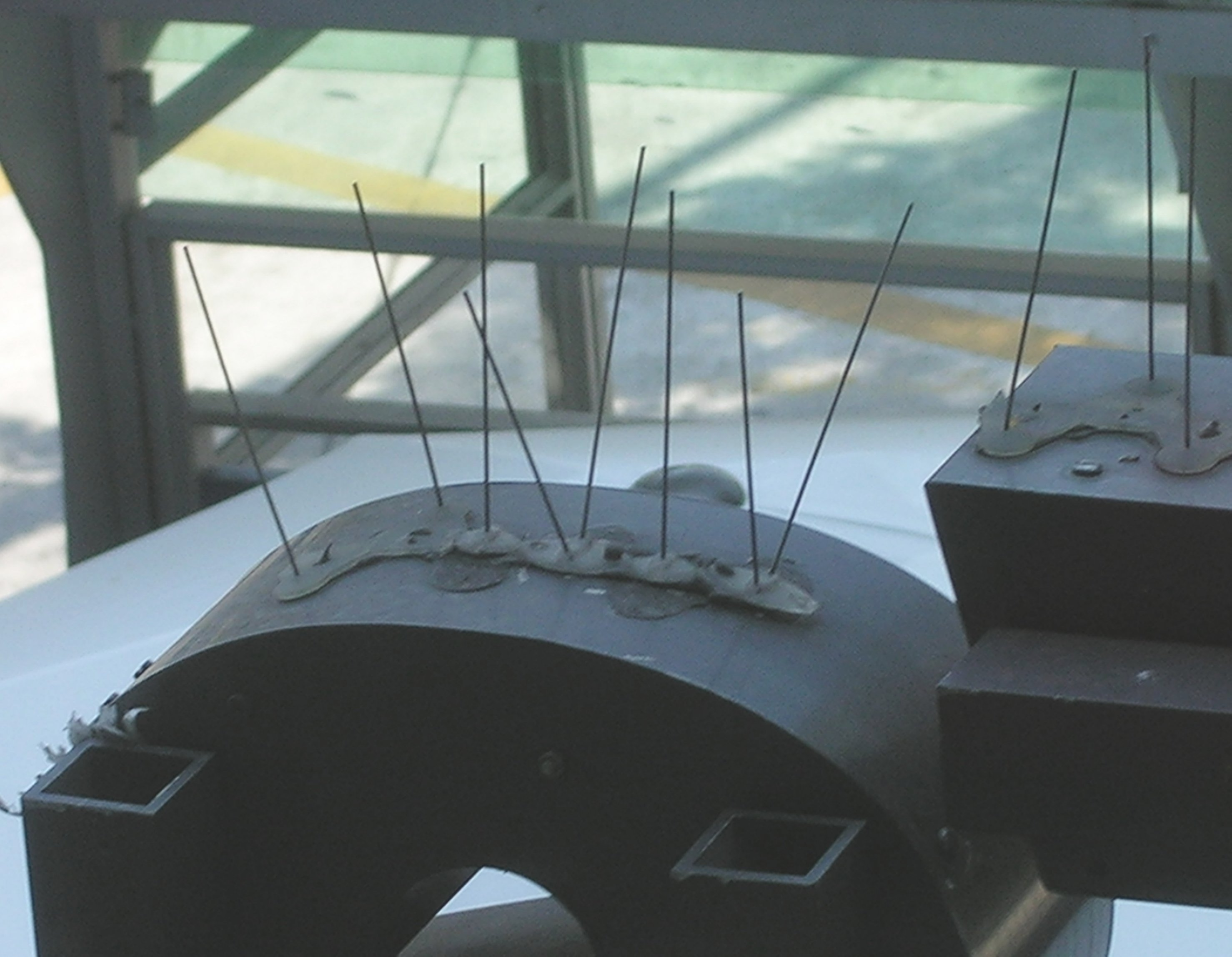
Vogelabwehrspitzen auf dem Schriftzug eines Firmengebäudes.

Unter Schädlingsbekämpfung oder Schädlingskontrolle versteht man Maßnahmen zur Bekämpfung von Schädlingen des Menschen. Die Bekämpfung erfolgt durch chemische bzw. giftige Mittel, physikalische Gerätschaften, natürliche Schädlingsfeinde oder schlicht durch menschliche Gewalt.
Bei Schädlingen handelt es sich um Lebewesen, welche sowohl Flora und Fauna als auch den Menschen, seine Wohn-, Arbeits- und Lagerstätten befallen. Daher können im weiteren Sinn auch Plagegeister und Parasiten prinzipiell als Schädlinge bezeichnet werden.

## Schädlingsgruppen
Tierische Organismen oder Pilze bezeichnet man dann als Schädlinge, wenn sie wirtschaftliche Güter befallen, Vorräte in ihrem Wert mindern oder unbrauchbar machen oder das Wohlbefinden oder die Gesundheit des Menschen und seiner Haustiere beeinträchtigen. Die Bewertung des Schadens geschieht dabei aus rein wirtschaftlicher Perspektive des Menschen und ist kein Begriff der Biologie.
Derartige Schädlinge lassen sich unterschiedlichen Gruppen zuordnen.
- Materialschädlinge: die Holz, Leder, Papier, Textilien befallen,
- Vorratsschädlinge: die Lebensmittel ungenießbar machen,
- Gesundheits- und Hygieneschädlinge: die Krankheitserreger übertragen oder Allergien hervorrufen,
- Lästlinge: die für den Menschen nicht gefährlich sind, deren Anwesenheit jedoch als störend empfunden wird.

Zu beachten ist allerdings, dass nicht alle Insekten, Spinnentiere oder sonstige Kleinlebewesen zu den Schädlingen gerechnet werden, sondern nur solche Arten, welche im Sinne der Schädlingsbekämpfung als Schädlinge eingestuft sind. Einige, wie Spinnen, Florfliegen oder Marienkäfer sind als nützlich zu bezeichnen, auch wenn sie von manchen Menschen als „Ekeltiere“ angesehen werden (siehe dazu Nützlinge).

## Bekämpfungsmethoden

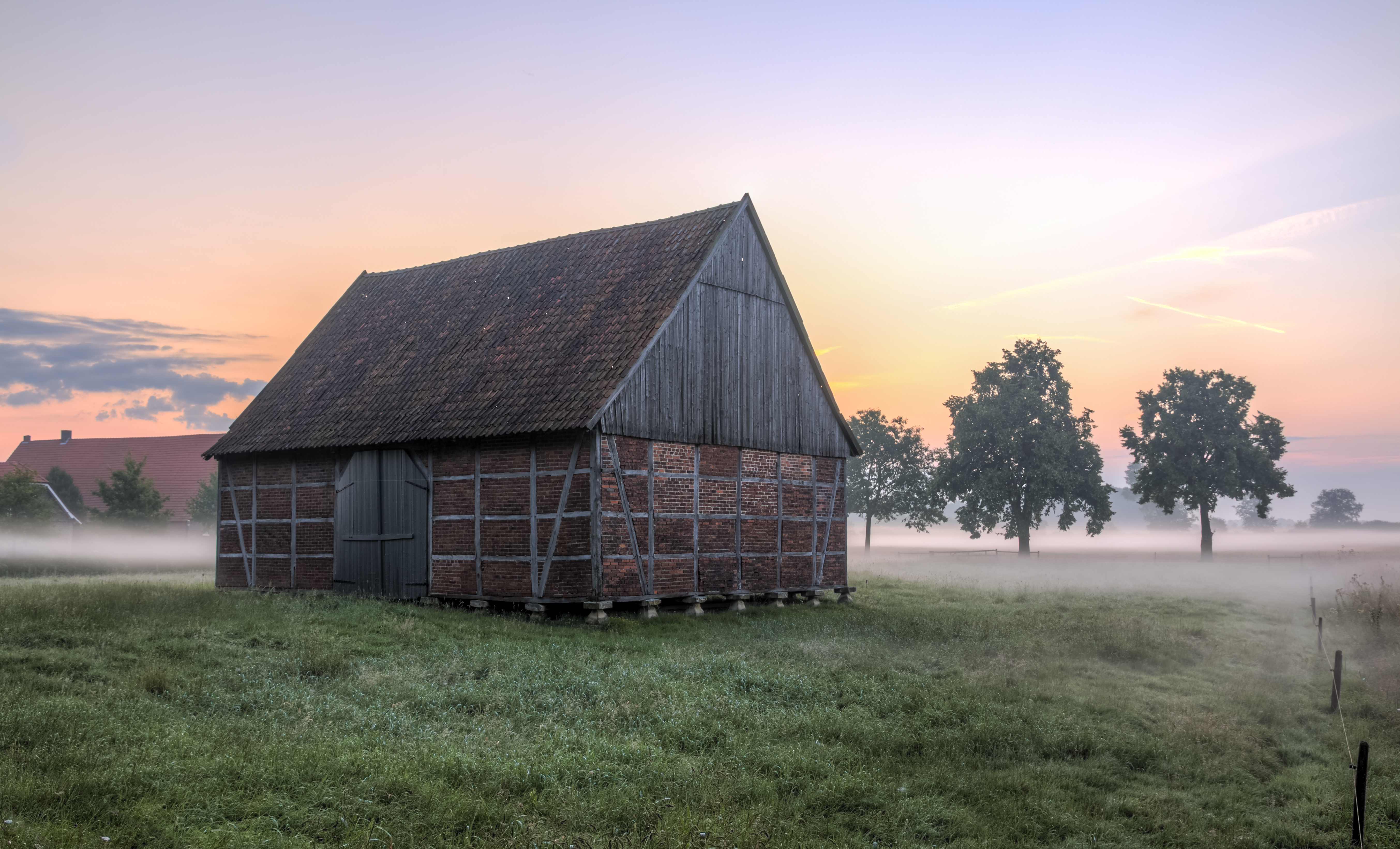
Scheune auf Mäuseplatten

Vorbeugende Maßnahmen, wie die regelmäßige Reinigung der Wohnräume und die regelmäßige Sichtkontrolle gefährdeter Vorräte, verringern das Risiko eines Schädlingsbefalls. Kommt es dennoch zu einem Befall, steht eine Vielzahl von biotechnischen, physikalischen und chemischen Bekämpfungsmethoden zur Verfügung. Die Bekämpfung wird unterteilt in
- biotechnisch: mit Lockstoffen und Fallen
- physikalisch: durch thermische Verfahren wie z. B. dem feuchtegeregelten Warmluftverfahren, Wärmeentwesung durch Warmluftöfen, Dämpfen (Bodendesinfektion) mit Heißdampf, durch Austrocknung (z. B. mit giftfreiem Ungeziefer-Puder)
- chemisch: durch Einsatz von Giften
- biologisch: durch natürliche Feinde der Schädlinge
- physisch: mit Schlagfallen, mit Mäuseplatten bei Pfahlbauten

Oft kann man die „Plagegeister“ loswerden, ohne „schweres Geschütz“ aufzufahren. Chemische Bekämpfungsmittel sollten in Innenräumen mit Vorsicht eingesetzt werden, die aggressiven Wirkstoffe lagern sich auf den Oberflächen von Wänden, Böden und Einrichtungsgegenständen ab und werden unkontrolliert wieder an die Raumluft abgegeben, wodurch gesundheitliche Auswirkungen auf die Bewohner behandelter Räume entstehen. Viele Schädlingsbekämpfungsmittel im privaten Haushalt müssen keine hinreichenden Prüf- und Zulassungsverfahren durchlaufen. Solche Mittel können von jedermann ohne staatliche Prüfung in unbeschränkter Menge zur Anwendung gebracht werden, so entstehen mitunter Vergiftungsunfälle. Bei unnötig häufiger Anwendung besteht die Gefahr, dass Schädlinge gegen die Wirkstoffe resistent werden. In gravierenden Fällen sollten anerkannte Schädlingsbekämpfer oder Kammerjäger beauftragt werden. 
Im Handel erhältliche Präparate zur chemischen Schädlingsbekämpfung im Haushalt lassen sich in vier Gruppen einteilen.
- Insektizide gegen Insekten
- Akarizide gegen Milben und andere Spinnentiere
- Ovizide gegen die Eier von Insekten, Milben und Parasiten
- Rodentizide gegen Nagetiere
- Larvizide gegen die Larven von Insekten und Milben

Die biologische Schädlingsbekämpfung, die gezielt natürliche Feinde der Schädlinge (Räuber, Parasiten oder Krankheitserreger) für die Schädlingsbekämpfung nutzt, ist im Haushalt meist nicht erfolgreich anzuwenden.

## Die häufigsten Schädlinge

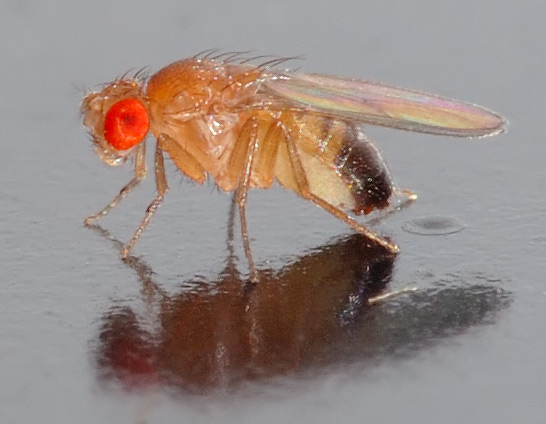
Schwarzbäuchige Taufliege (Drosophila melanogaster)

Es folgt eine Auswahl von Schädlingen, die in normalen Haushalten öfter vorkommen.

### Gesundheitsschädlinge
- Essig- oder Taufliegen der Gattung Drosophila
  - Diese kleinen Fliegen kommen auf überreifem Obst, in abgestellten Limo- oder Bierflaschen etc. vor. Die Larven ernähren sich von Obst und Gemüse, Essig, Bier und Wein. Die kleinen Fliegen können krankheitserregende Mikroorganismen übertragen.
  - Bekämpfung: generelle Sauberkeit; schnelle Beseitigung von Abfällen; Lebensmittel mit Folie abdecken; Flaschen verschlossen halten. Wie der Name Essigfliege schon sagt, haben sie eine Vorliebe für Essig. Eine Schale mit verdünnter Essiglösung und einigen Tropfen Spülmittel (Verringerung der Oberflächenspannung des Wassers) im Problembereich aufgestellt, schafft sehr schnell Abhilfe.

- Schaben („Kakerlaken“)

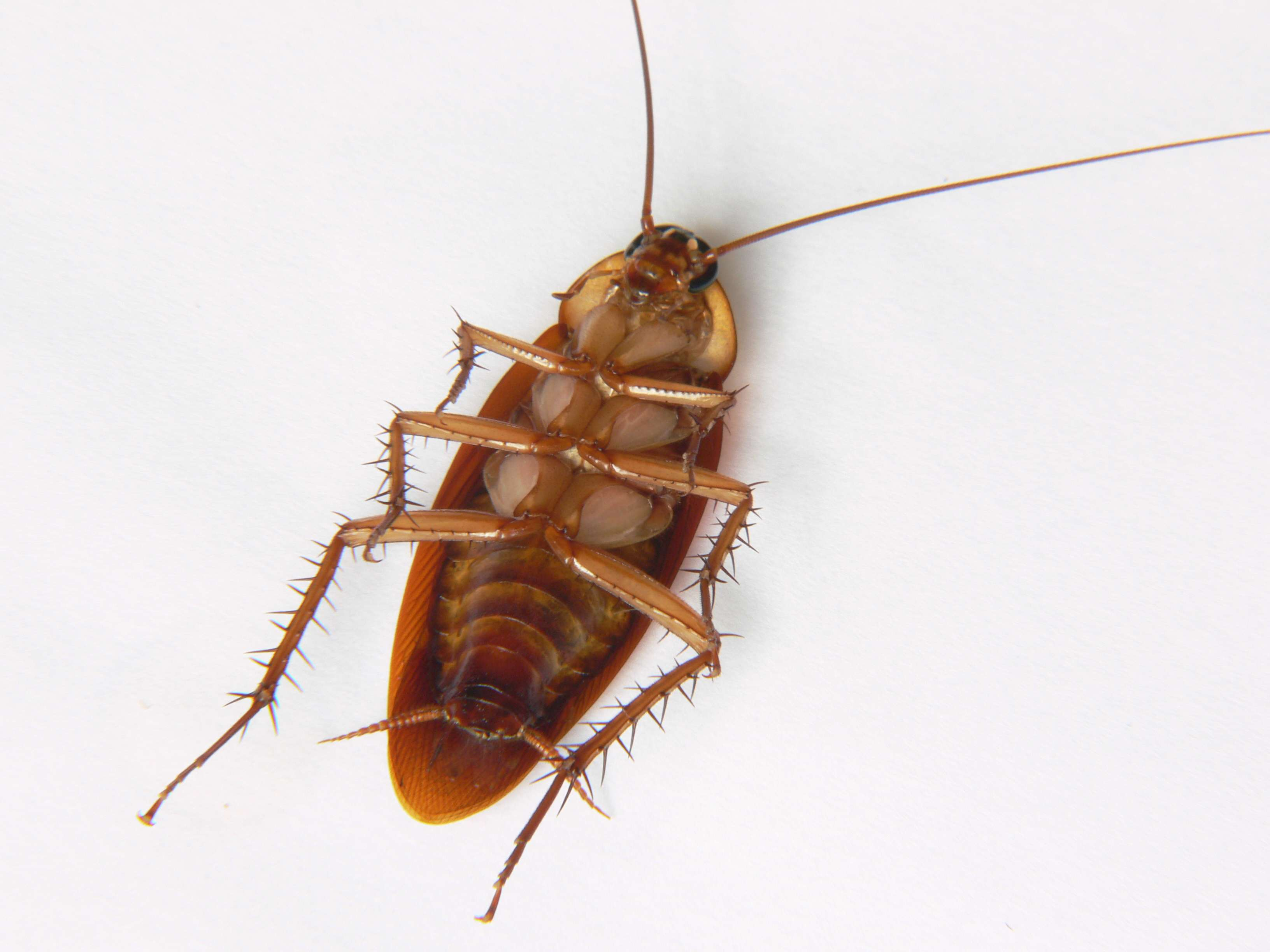
Amerikanische Großschabe (Periplaneta americana)

  - Küchenschaben verursachen Fraßschäden an Vorräten und verschiedenen Materialien. Sie verbreiten durch die Ausscheidungen ihrer Stinkdrüsen einen üblen Geruch. Sie übertragen verschiedene Mikroorganismen (vorratsschädigende und krankheitserregende Bakterien und Pilze sowie tierische Parasiten) und rufen Allergien hervor. Sie sind tagsüber sehr lichtscheu und werden erst in der Dämmerung aktiv.
  - Bekämpfung: sehr schwierig, da diese Insekten sehr verborgen leben und meist im ganzen Haus vorkommen; Bekämpfungsaktionen müssen immer sämtliche Räume erfassen und sollten nur von sachverständigen Schädlingsbekämpfern mit den jeweils neuesten Mitteln und Verfahren durchgeführt werden. Maßnahmen: Fugen abdichten; keine Essensreste oder Abfälle offen stehen oder auf dem Boden liegen lassen. Köderdosen mit Lockstoffen aufstellen; diese etwa 3 Monate stehen lassen, damit auch Jungtiere erfasst werden.

### Vorrats- und Materialschädlinge
- Dörrobstmotten

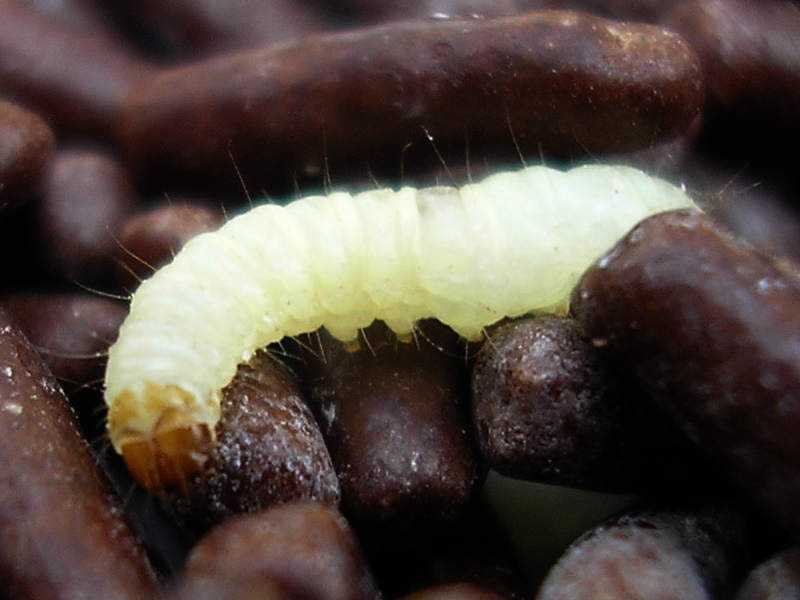
Dörrobstmottenraupe auf Pralinen

  - Die Larven („Raupen“) der Dörrobstmotte leben von getrocknetem Obst, z. B. Rosinen. Man trifft sie aber auch in Nüssen, Mandeln, im Müsli und in Hülsenfrüchten an. Die Raupen bilden besonders vor ihrer Verpuppung starke Gespinste in den befallenen Lebensmitteln.
  - Bekämpfung: Entsorgen der befallenen Lebensmittel; Einfrieren befallener Ware für einen Tag und anschließendes schnelles Wiederauftauen; befallenen Schrank mit der Fugendüse des Staubsaugers gründlich saugen, besonders die Ritzen und Fugen, danach gründlich feucht (niemals nass) auswischen und mit einem Fön trocknen; Aufbewahrung der Lebensmittel in verschließbaren Glasgefäßen. Darüber hinaus ist die Aufstellung von Pheromonfallen sinnvoll, um die weitere Vermehrung entkommener Tiere zu unterbrechen.

### Lästlinge
Lästlinge sind beispielsweise:

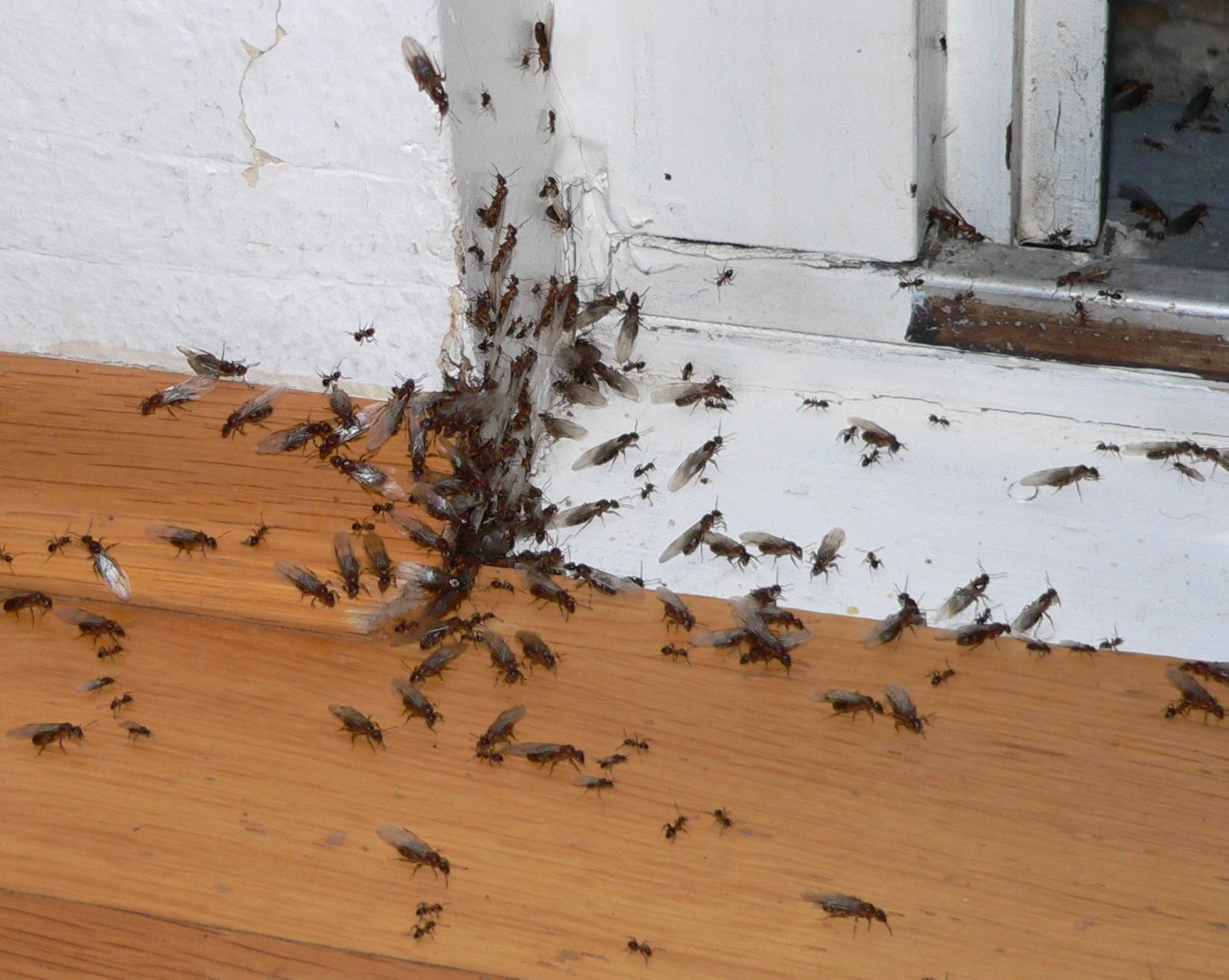
Ameisen, die aus einer Fußbodenleiste eines Hauses kommen

- Ameisen (Rasen- oder Wegameise): Rasenameisen sind vor allem an zuckerhaltigen Lebensmitteln (Marmelade, Schokolade) interessiert. Festklebende Tiere können die Nahrung verunreinigen. Manchmal führt eine Ameisenstraße von draußen in die Wohnung, weil dort eine Zimmerpflanze steht, die süße Pflanzensäfte auf den Boden tropfen lässt oder von Blattläusen befallen ist, die von den Ameisen „gemolken“ werden. Eine Bekämpfung kann mit Giftködern oder mit Hausmitteln erfolgen.

## Vorbeugen und Selbsthilfemaßnahmen
- Nicht zu viel Vorräte einkaufen und zu lange lagern.
- Neu gekaufte Ware sofort auf eventuellen Befall kontrollieren.
- Zuerst eingelagerte Ware zuerst verbrauchen und zuletzt gekaufte Lebensmittel hinten einordnen.
- Befall in Vorräten abtöten und wegwerfen.
- Vorräte in dicht schließenden Behältern aus Glas, Metall oder Kunststoff aufbewahren; Verpackungen aus Papier oder Kunststofffolie vermeiden.
- Vorratslager sauber und übersichtlich halten.
- Verstecke für Schädlinge wie ein Millimeter breite Spalten vermeiden oder beseitigen.
- Vorräte möglichst kühl und trocken lagern, denn niedrige Temperaturen und niedrige Luftfeuchtigkeit verlängern die Entwicklungsdauer von Schädlingen.
- Abfälle schnell aus dem Haus entfernen, vor allem nicht über Nacht offen stehen lassen, damit keine Fliegen, Schaben etc. angelockt werden.
- Die fest verschlossene Mülltüte sofort in die Mülltonne außerhalb der Wohnung werfen.
- Für gute Durchlüftung sorgen, damit es nicht zur Schimmelbildung kommt, denn Schimmel dient einigen Vorratsschädlingen und Ungezieferarten als Nahrung.
- Brotkrumen, Mehlstaub und andere Reste sofort entfernen, denn sie sind ein „gefundenes Fressen“ für Insekten, die nachts auf Futtersuche gehen.
- Schädlinge mit Duftstoffen abschrecken, die sie nicht mögen, z. B. durch Duftsäckchen (mit Lavendel, Zitrone, Lorbeeren oder Wacholder) oder mit Hilfe von Duftkugeln und Duftstäbchen sowie durch Verwendung von Kleiderbügeln aus Zedernholz.
- Falls nötig, sich an einen geprüften Schädlingsbekämpfer oder an die örtliche Gesundheits- oder Veterinärbehörde wenden.

## Stechmücken
Da Stechmücken wie Anopheles, Aedes und Kriebelmücken gefährliche Krankheiten und Seuchen übertragen können, wie
- Virusinfektionen, Gelbfieber, Dengue-Fieber
- Parasitenbefall, wie den Guineawurm, Filariose, Flussblindheit
- Bakterienerkrankungen, wie Tularämie
- das Plasmodium Malaria
- Tierseuchen wie die Myxomatose, Rifttalfieber, Afrikanische Pferdepest

und bei massenhaftem Auftreten sehr lästig sind oder den Aufenthalt im Freien unmöglich machen können, gibt es weltweit Programme, mit denen Stechmücken unterdrückt werden sollen.
Großflächige Schädlingsbekämpfung betreiben auch 98 Gemeinden am Oberrhein in der Kommunalen Arbeitsgemeinschaft zur Bekämpfung der Schnakenplage.